# Mercato mobiliare
Il mercato mobiliare è il mercato finanziario dove vengono negoziati quegli strumenti finanziari noti come valori mobiliari. Si suddivide principalmente in mercato obbligazionario e mercato azionario che trattano rispettivamente la compravendita di obbligazioni e azioni, ma valori mobiliari sono considerati anche gli strumenti derivati.
Le contrattazioni sono disciplinate da una normativa più volte modificata e che prevede oggi che le stesse siano svolte solo da S.p.A con determinati requisiti e che operino a seguito di autorizzazione e stretta vigilanza di autorità pubbliche (ad esempio in Italia: CONSOB, Ministero dell'economia e delle finanze (MEF) e Banca d'Italia).